# Richard Barrett Lowe
Richard Barrett Lowe, né le 8 juillet 1902 à Madison au Dakota du Sud et mort le 16 avril 1972 à Alexandria en Virginie, est un homme politique américain. Membre du Parti républicain, il est le 5e gouverneur désigné des Samoa américaines et le 3e gouverneur désigné de Guam du 15 octobre 1956 au 14 novembre 1959.